# Símbolos de Zumpango
El Escudo de Zumpango es el emblema representativo del municipio de Zumpango, en el estado mexicano de México.

## Escudo
En el escudo de Zumpango se representa la imagen de un cerro con juncos que representa el agua de la laguna. Tzompanco en su traducción del náhuatl significa "Lugar de muros de calaveras" y proviene de los vocablos Tzompantli = Muro de calaveras y C = En.

### Historia
Históricamente el municipio carecía de símbolos propios; durante un programa estatal, en el año de 1985, Zumpango adopta un glifo o membrete oficial, en alusión al nombre náhuatl del municipio, para uso oficial; el glifo está representado por un tepetl y un tzompantli.
El escudo de Zumpango es presentado oficialmente en 1 de enero de 2012 celebrando la creación del municipio.

## Himno
El himno a Zumpango es un símbolo del municipio mexiquense que lo representa.
Coro
- Zumpango de la Laguna
- pedacito de mi nación,
- me siento tan orgulloso
- de este suelo que Dios nos dio.

I
- Vamos compañeros
- estudiemos con gran fervor,
- juntos construyamos
- una patria mucho mejor.

II
- Siempre comentaremos
- el respeto con el honor.
- Nuestro trabajo,
- sembraremos con gran amor.

III
- En Zumpango siempre seremos
- el orgullo de esta nación.
- Siempre unidos trabajaremos
- sin cansancio y gran tesoro.

IV
- Somos mexicanos
- Zumpanguenses sí señor,
- Somos mexicanos
- zumpanguenses sí señor.